# Johann Pregesbauer
Johann Pregesbauer (født 9. juni 1955 i Wien, Østrig) er en tidligere østrigsk fodboldspiller (forsvarer).
Pregesbauer tilbragte hele sin aktive karriere, fra 1974 til 1986, hos Rapid Wien i sin fødeby. Han var med til at vinde to østrigske mesterskaber med klubben, i henholdsvis 1982 og 1983, ligesom han var en del af holdet der nåede finalen i Pokalvindernes Europa Cup i 1985.
Pregesbauer spillede desuden ti kampe for det østrigske landshold. Han var en del af det østrigske hold til VM i 1982 i Spanien. Han spillede én af østrigernes fem kampe i turneringen, hvor holdet blev slået ud efter andet gruppespil.